# Цезон Фабій Вібулан
Цезон Фабій Вібулан (лат. Caeso Fabius Vibulanus; близько 525 до н. е. – 477 до н. е.) — політичний, державний та військовий діяч Римської республіки.

## Життєпис
Походив з патриціанського роду Фабієв. Син Цезона Фабія Вібулана. Про молоді роки мало відомо. 
Своєю кар'єрою завдячує своєму братові Квінту Фабію, який у 480—ї роки до н. е. вибився у значну силу, а також іншому брату Марку. Тому у 485 році до н. е. Цезона було  призначено квестором. Разом із своїм колегою Луцієм Валерієм та при підтримці брата Квінта виступив проти реформ Спурія Кассія Вісцеліна. Зрештою вони домоглися страти Вісцеліна.
У 484 році до н. е. його було обрано консулом разом з Луцієм Емілієм Мамерком. Під час своєї каденції разом із колегою з успіхом воював проти міста Тускул, союзника еквів. Ймовірно у наступні роки служив у військах, які очолювали його брати Квінт та Марк.
У 481 році до н. е. Цезона Фабія вдруге було обрано консулом, цього разу разом зі Спурієм Фурієм Медулліном Фузом. Тоді вступив у конфлікт з народними трибунами на чолі із Спурієм Юлієм та Спурієм Ліцинієм. Після залагодження конфлікту завдяки Аппію Клавдію Сабіну Цезон Фабій розпочав бойові дії проти міста Вейї, взявши його в облогу. Проте не зміг здобути вирішальної перемоги через погане ставлення легіонерів до себе. У 480 році до н. е. виступив проти реформ народного трибуна Тіберія Понтифіція.
У 479 році до н. е. Цезона було втретє обрано консулом, цього разу разом з Титом Вергінієм Трікостом Рутілом. На цій посаді Цезон намагався замирити патриціїв з плебеями, але марно. Цезон Фабій розпочав війну проти еквів, а Віргіній проти Вейї, де потрапив у складне становище. Втім Цезон Фабій надав останньому допомогу й змусив вейянців припинити грабування римської території. Тоді Фабії оголосили власну війну проти Вейїв. 18 липня 477 року до н. е. відбулася вирішальна битва поміж римлянами та вейянцями при Кремерах, в якій, за деякими відомостями, загинуло 300 Фабіїв, зокрема й брати Квінт й Цезон Фабії Вібулани.